# Plagiobothrys collinus
Plagiobothrys collinus är en strävbladig växtart som först beskrevs av Rodolfo Amando Philippi, och fick sitt nu gällande namn av Ivan Murray Johnston. Plagiobothrys collinus ingår i släktet tiggarstavar, och familjen strävbladiga växter.

## Underarter
Arten delas in i följande underarter:
- P. c. californicus
- P. c. fulvescens
- P. c. gracilis
- P. c. ursinus